# Éric Heulot
Éric Heulot (né le 9 octobre 1962 à Rennes,) est un coureur cycliste français, actif dans les années 1980 et 1990.

## Biographie
Éric Heulot a été licencié au VC Rennais, à l'UC Cesson-Sévigné, au CC Rennais et à l'ASPTT Paris. Bon rouleur, il est notamment devenu à plusieurs reprises champion de France du contre-la-montre par équipes, avec le comité de Bretagne. Il a également remporté diverses courses par étapes comme le Tour d'Ille-et-Vilaine, le Tour de Loire-Atlantique ou les Trois Jours de Rennes.
Durant sa carrière, il fait partie de l'équipe de France dans les grands championnats, en particulier pour les contre-la-montre par équipes. Dans cette discipline, il termine deuxième des Jeux méditerranéens, ou encore quatrième des championnats du monde de 1987 et des Jeux olympiques de 1988,.

## Palmarès
- 1983
  - 3e étape du Tour d'Émeraude (contre-la-montre)
  - 3e du Tour d'Émeraude
- 1985
  -  Champion de France du contre-la-montre par équipes
  - Tour de Loire-Atlantique
  - Tour d'Ille-et-Vilaine
- 1986
  -  Champion de France du contre-la-montre par équipes
  - 1re étape du Tour d'Émeraude
  - 2e du Tour d'Émeraude
  - 3e de Manche-Océan
- 1987
  -  Champion de France du contre-la-montre par équipes
  - Trois Jours de Rennes
  - 2e du Tour de Loire-Atlantique
  -  Médaillé d'argent du contre-la-montre par équipes des Jeux méditerranéens
  - 3e du Tour d'Émeraude
- 1989
  -  Champion de France du contre-la-montre par équipes
  - 3e du Tour du Finistère